# Chad Dawson
Chad Dawson (13 de julio de 1982, Hartsville, Carolina del Sur) es un boxeador estadounidense profesional que fue campeón mundial de peso semipesado. 
La revista The Ring llegó a considerarlo como uno de los mejores libra por libra, ocupando la décima posición.

## Biografía

### Primeros años
Chad es hijo de Rick Dawson un exboxeador que tuvo un récord de 1-6-1, y de Wanda Dawson. Tiene cuatro hermanos y dos hermanas. En busca de trabajo, su familia se trasladó a New Haven, Connecticut en 1988 y estudió en el instituto James Hillhouse cuatro años.

### Carrera profesional
Con un récord amateur de 67-13 y después de haber conseguido un título nacional Sub-19, comenzó su carrera profesional como peso mediano, ascendiendo poco después a peso supermediano. Su carrera comenzó a ascender rápidamente al ganar los combates, pero con un récord de 14 victorias y ninguna derrota, el 27 de marzo de 2004 tras vencer por decisión a Aundalen Sloan, dio positivo en un control antidrogas por consumición de marihuana, y el resultado cambió a un No contest (No pelea) sin ningún vencedor. Además de cambiar el resultado de la pelea, recibió una sanción de 6 meses sin competir.
En 2006, se alzó con el título de la Federación de Boxeo Norteamericana al vencer a Eric Harding. A pesar de la caída inicial de Chad, consiguió dominar la pelea en los siguientes asaltos para vencer por una decisión unánime con unas tarjetas de 117-110, 116-111 y 117-110.
El 3 de febrero de 2007, tuvo su primera pelea por un título mundial. En el combate estaba en juego el campeonato de la WBC que poseía Tomasz Adamek y Chad no perdió la ocasión consiguiendo el campeonato a la edad de 24 años, ganando por decisión unánime.
Sus dos primeras defensas del cinturón fueron ante dos rivales sin demasiada importancia dentro del boxeo, venciendo por KO Técnico a ambos, que eran Jesús Ruiz y Epifanio Mendoza. Pero en la siguiente defensa se enfrentó al veterano Glen Johnson quien le aguantó toda la pelea, pero consiguió retener el título por decisión unánime. A mediados de 2008, dejó vacante el campeonato.
Su siguiente pelea fue contra Antonio Tarver, por los títulos IBF e IBO, que ostentaba Tarver. La pelea se celebró en Las Vegas y fue un mero trámite sin demasiadas dificultades para Chad que consiguió vencer por decisión. No contento con su derrota, Tarver pidió la revancha a Dawson y en la revancha le volvió a ganar a pesar del gran nivel presentado por Tarver. De esta forma, Chad acabó reteniendo por primera vez sus estrenados campeonatos mundiales. 
Otro de los rivales que acabó derrotado por Chad, Glen Johnson, pidió la revancha una vez acabara con Tarver, por el campeonato interino de la WBC, volviendo a ganar al jamaicano por decisión unánime. Meses antes de esta pelea, había renunciado a su título de la FIB, dejándolo vacante.
Su primera llegó en el Bell Centre contra Jean Pascal en 2010. El canadiense dominó la pelea hasta que Dawson propinó un cabezazo accidental en la undécima ronda, parando el combate de inmediato dándole la victoria a Pascal que unificó los títulos. Antes del golpe accidental, Pascal ya ganaba de forma holgada por parte de los jueces.
Casi un año después, se enfrentó al excampeón Adrian Diaconu al que ganó por una decisión unánime. Esta pelea le llevó a enfrentarse a Bernard Hopkins por los títulos de la WBC y de The Ring, en un combate que tuvo lugar el 15 de octubre de 2011. En un principio, Dawson ganó la pelea por un KO Técnico en el segundo asalto, pero este fue provocado por el propio Chad que levantó a Hopkins y lo empujó contra la lona lesionándose Hopkins el hombro. Días después la pelea fue cambiada a No contest. En la revancha celebrada en abril de 2012, Dawson consiguió los títulos por una decisión mayoritaria.
El 8 de septiembre de ese año, se enfrentó al invicto Andre Ward en el Oracle Arena. En el combate estaban en juego los títulos de ambos, y quien ganara se llevaría los campeonatos de la WBA, WBC y The Ring. En las dos primeras rondas, ambos púgiles empezaron a intercambiar golpes sin decantarse la balanza, pero en el tercer asalto, Ward conectó un gancho de izquierdas a Dawson que lo derribó a la lona llegando el conteo a 8. En la siguiente ronda, Ward siguió con su táctica volviendo a derribar a Dawson que volvió a quedarse en la cuenta de 8. En los siguientes rounds Dawson aguantó la tormenta de golpes de Ward, pero ya en el décimo asalto no aguantó la acometida de Andre Ward y el árbitro señaló victoria por KO Técnico a favor de Ward que siguió invicto.

## Récord Profesional
| 34 Ganadas (19 KOs), 5 Derrotas y 2 No disputadas |          |                     |      |               |            |                                                          | |
| Res.                                              | Record   | Oponente            | Tipo | Rd., Tiempo   | Datos      | Lugar                                                    | Notas                                                                                                 |
| D                                                 | 34–5-(2) | Andrzej Fonfara     | TKO  | 10 (10), 0:38 | 2017-03-04 | Barclays Center, New York City, New York                 | |
| G                                                 | 34–4-(2) | Cornelius White     | TKO  | 4 (10), 2:26  | 2016-04-16 | Foxwoods Resort Casino, Ledyard, Connecticut             | |
| G                                                 | 33–4-(2) | Shujaa El Amin      | UD   | 10            | 2015-12-08 | Sun National Bank Center, Trenton, Nueva Jersey          | |
| D                                                 | 32–4-(2) | Tommy Karpency      | SD   | 10            | 2014-10-04 | Foxwoods Resort Casino, Mashantucket, Connecticut        | |
| G                                                 | 32–3-(2) | George Blades       | KO   | 1 (12), 2:35  | 2014-06-21 | StubHub Center , Carson, California                      | |
| D                                                 | 32–4-(2) | Adonis Stevenson    | TKO  | 1 (12), 1:16  | 2013-06-08 | Foxwoods Resort Casino, Mashantucket, Connecticut        | Pierde los Títulos Mundiales del WBC y de The Ring de peso semipesado.                                |
| D                                                 | 31–2-(2) | Andre Ward          | TKO  | 10 (12), 2:45 | 2012-09-08 | Oracle Arena, Oakland, California                        | Por los títulos WBA, WBC y The Ring peso supermediano.                                                |
| G                                                 | 31–1-(2) | Bernard Hopkins     | MD   | 12            | 2012-04-28 | Boardwalk Hall, Atlantic City, New Jersey                | Ganó los títulos WBC y The Ring de peso semipesado.                                                   |
| NP                                                | 30–1-(2) | Bernard Hopkins     | NP   | 2 (12), 2:48  | 2011-10-15 | Staples Center, Los Ángeles, California                  | La decisión pasó de ser un KOT a un No presentado                                                     |
| G                                                 | 30–1-(1) | Adrian Diaconu      | UD   | 12            | 2011-05-21 | Bell Centre, Montreal, Quebec                            | |
| D                                                 | 29–1-(1) | Jean Pascal         | TD   | 11            | 2010-08-14 | Bell Centre, Montreal, Quebec                            | Por los títulos WBC, IBO y The Ring peso semipesado.                                                  |
| G                                                 | 29–0-(1) | Glen Johnson        | UD   | 12            | 2009-11-07 | XL Center, Hartford, Connecticut                         | Ganó el título interino WBC peso semipesado.                                                          |
| G                                                 | 28–0-(1) | Antonio Tarver      | UD   | 12            | 2009-05-09 | Hard Rock Hotel & Casino, Las Vegas, Nevada              | Retuvo los títulos IBF y IBO peso semipesado.                                                         |
| G                                                 | 27–0-(1) | Antonio Tarver      | UD   | 12            | 2008-10-11 | Palms Casino Resort, Las Vegas, Nevada                   | Ganó los títulos IBF y IBO peso semipesado.                                                           |
| G                                                 | 26–0-(1) | Glen Johnson        | UD   | 12            | 2008-04-12 | St. Pete Times Forum, Tampa, Florida                     | Retuvo el título WBC peso semipesado.                                                                 |
| G                                                 | 25–0-(1) | Epifanio Mendoza    | TKO  | 4 (12), 2:30  | 2007-09-29 | Arco Arena, Sacramento, California                       | Retuvo el título WBC peso semipesado.                                                                 |
| G                                                 | 24–0-(1) | Jesús Ruiz          | TKO  | 6 (12), 2:00  | 2007-06-09 | Connecticut Convention Center, Hartford, Connecticut     | Retuvo el título WBC peso semipesado.                                                                 |
| G                                                 | 23–0-(1) | Tomasz Adamek       | UD   | 12            | 2007-02-03 | Silver Spurs Arena, Kissimmee, Florida                   | Ganó el título WBC peso semipesado.                                                                   |
| G                                                 | 22–0-(1) | Eric Harding        | UD   | 12            | 2006-06-02 | Chumash Casino, Santa Ynez, California                   | Ganó el título NABF peso semipesado.                                                                  |
| G                                                 | 21–0-(1) | Jamie Hearn         | TKO  | 3 (8), 2:07   | 2006-03-04 | Manchester Arena, Mánchester, Lancashire                 | |
| G                                                 | 20–0-(1) | Jason Naugler       | UD   | 8             | 2006-02-04 | Don Haskins Center, El Paso, Texas                       | |
| G                                                 | 19–0-(1) | Ian Gardner         | TKO  | 11 (12), 1:12 | 2005-11-18 | Athletic Center, New Haven, Connecticut                  | Ganó el título NABO peso supermediano.                                                                |
| G                                                 | 18–0-(1) | Ronald Boddie       | TKO  | 3 (8)         | 2005-08-06 | St. Pete Times Forum, Tampa, Florida                     | |
| G                                                 | 17–0-(1) | Efraín García       | RTD  | 4 (10), 3:00  | 2005-04-01 | City Wide Fieldhouse, New Haven, Connecticut             | Retuvo el título WBC Joven peso mediano.                                                              |
| G                                                 | 16–0-(1) | Carl Daniels        | TKO  | 7 (10), 3:00  | 2004-12-10 | Foxwoods Resort Casino, Mashantucket, Connecticut        | Retuvo el título WBC Joven peso mediano.                                                              |
| G                                                 | 15–0-(1) | Darnell Wilson      | UD   | 10            | 2004-10-29 | Foxwoods Resort Casino, Mashantucket, Connecticut        | Retuvo el título WBC Joven peso mediano.                                                              |
| NP                                                | 14–0-(1) | Aundalen Sloan      | NP   | 6             | 2004-03-27 | Foxwoods Resort Casino, Mashantucket, Connecticut        | Dawson ganó inicialmente por decisión. El resultado cambió a No presentado por un control antidrogas. |
| G                                                 | 14–0     | Dumont Welliver     | RTD  | 8 (10), 3:00  | 2003-10-31 | Rhode Island Convention Center, Providence, Rhode Island | Ganó el título WBC Joven peso mediano.                                                                |
| G                                                 | 13–0     | Brett Lally         | TKO  | 4 (8), ?      | 2003-08-01 | Hampton Beach Casino, Hampton Beach, Nuevo Hampshire     | |
| G                                                 | 12–0     | Earl Allen          | TKO  | 3 (6), 2:59   | 2003-05-02 | Foxwoods Resort Casino, Mashantucket, Connecticut        | |
| G                                                 | 11–0     | Willie Lee          | KO   | 3 (6), 2:38   | 2003-03-21 | Foxwoods Resort Casino, Mashantucket, Connecticut        | |
| G                                                 | 10–0     | Shannon Miller      | UD   | 6             | 2003-02-01 | Mohegan Sun, Uncasville, Connecticut                     | |
| G                                                 | 9–0      | John Romans William | TKO  | 4 (6)         | 2002-10-25 | Foxwoods Resort Casino, Mashantucket, Connecticut        | |
| G                                                 | 8–0      | Faustino Gonzalez   | UD   | 6             | 2002-08-03 | Foxwoods Resort Casino, Mashantucket, Connecticut        | |
| G                                                 | 7–0      | Gary Grant          | TKO  | 1 (4), 1:36   | 2002-05-18 | Mohegan Sun, Uncasville, Connecticut                     | |
| G                                                 | 6–0      | Chad Sawyer         | UD   | 4             | 2002-04-27 | Mohegan Sun, Uncasville, Connecticut                     | |
| G                                                 | 5–0      | Martin Desjardins   | UD   | 4             | 2002-03-01 | Foxwoods Resort Casino, Mashantucket, Connecticut        | |
| G                                                 | 4–0      | Jerald Lowe         | TKO  | 1 (4), 2:56   | 2002-02-16 | Mohegan Sun, Uncasville, Connecticut                     | |
| G                                                 | 3–0      | James Orso          | KO   | 1 (4), 1:58   | 2001-12-13 | Mohegan Sun, Uncasville, Connecticut                     | |
| G                                                 | 2–0      | Antonio Baker       | KO   | 1 (4)         | 2001-09-21 | Rhodes-on-the Pawtuxet, Cranston, Rhode Island           | |
| G                                                 | 1–0      | Steve Garrett       | TKO  | 2 (4), 1:46   | 2001-08-18 | Mohegan Sun, Uncasville, Connecticut                     | Debut profesional.                                                                                    |